# Xanthocyparis vietnamensis
Xanthocyparis vietnamensis är en cypressväxtart som beskrevs av Aljos K. Farjon och Hiep. Xanthocyparis vietnamensis ingår i släktet Xanthocyparis och familjen cypressväxter. IUCN kategoriserar arten globalt som akut hotad. Inga underarter finns listade i Catalogue of Life.